# Hästskär (norr Kökar, Åland)
Hästskär är ett skär i Åland (Finland). Det ligger i Skärgårdshavet och i kommunen Kökar i landskapet Åland, i den sydvästra delen av landet. Ön ligger omkring 56 kilometer öster om Mariehamn och omkring 230 kilometer väster om Helsingfors.
Öns area är 4,6 hektar och dess största längd är 470 meter i sydöst-nordvästlig riktning. Trakten är glest befolkad. Närmaste större samhälle är Kökar, 4,2 km söder om Hästskär.